# Énok harmadik könyve
Énok (Henoch) harmadik könyve, rövidítve Énok 3 az Ószövetséghez kapcsolódó apokrif irat.

## Keletkezési ideje, eredeti nyelve
A tudósok feltételezése szerint az írás számos különböző hagyomány összegződéseként jött létre. Eredeti nyelve héber lehetett, és talán a Bar Kohba-felkelés idején (Kr. u. 132–135) írták, de van aki szerint később. A könyv a zsidó misztika egyik alapszövege, amely nagy hatással volt a rabbinikus irodalomra. A keresztény egyházakban szokásos angyal elnevezések is innen származnak: szár happanim – arc-angyalok, szár Tórah – a Tóra fejedelmei, száré malkuyyot – a királyságok, szár haolam – a világ fejedelmei/fejedelemségek, someré hapettaim – örző angyalok. Az írás hasonlít az ószövetségi Ezékiel próféta látomásához, és a Mózessel történt sínai-hegyi Isten-jelenéshez. A Kolosséi levél herezisének (Kol. 2:8, 1:13-20), Pál apostol paradicsomi látomásainak (2Kor 1:1-7), és a Jelenések könyvének egyes részleteinek (4:11, 5:12-13, 7:12, 15:3) megértését segíti, ahogy a János evangélistánál szereplő Isten házát (14:1) és Pál Isteni közösségét (Ef 3:14).
A mű hatással lehetett több más apokrif iratra: az Ézsaiás mennybemenetelére, a Lévi testamentumára, az Ábrahám apokalipszisére, a Melkizedek apokalipszisére, de a qumráni angyaltanra is. Megihlette a zsidó liturgiát, az askenázi haszid tanokat, és a spanyol kabbalát. Némelyek szerint még Szír Szent Efréme és több más szír egyházi íróra is hatott.

## Tartalma
A mű arról szól, hogy milyen örömöket élt át Énok pátriárka az égben, milyennek látta Isten trónját, hogyan kapott kinyilatkoztatást Metatron angyaltól, és hogyan tett csodákat. Érdekessége, hogy a Paradicsom hol földi, hol mennyei helyen van, de érvényes rá a csak bűnnélküliek bementele. A könyv sokat foglalkozik az ember lelkének halál utáni sorsával.

## Magyar nyelvű fordítás
- Fröhlich Ida (szerk.): Henok könyvei (ford. Dobos Károly Dániel, Fröhlich Ida, Hollós Attila). Ószövetségi apokrifek 1, Piliscsaba: PPKE BTK, 2009